# 빌라스페초사
빌라스페초사는 이탈리아 사르데냐 주 수드사르데냐도에 있는 코무네이다. 칼리아리에서 북서쪽으로 약 20 킬로미터 (12 mi) 떨어져 있다. 2004년 12월 31일 기준으로 인구는 2,039명이고 면적은 27.3 제곱킬로미터 (10.5 mi2)이다.
빌라스페초사는 다음 코무네와 접한다: 데시모마누, 데치모푸추, 실리콰, 우타.